# Arrondissement Sarreguemines
Arrondissement Sarreguemines (fr. Arrondissement de Sarreguemines) je správní územní jednotka ležící v departementu Moselle a regionu Grand Est ve Francii. Člení se dále na tři kantony a 83 obce.

## Kantony
od roku 2015:
- Bitche
- Sarralbe (část)
- Sarreguemines

před rokem 2015:
- Bitche
- Rohrbach-lès-Bitche
- Sarralbe
- Sarreguemines
- Sarreguemines-Campagne
- Volmunster